# Toyota Sequoia
Le Toyota Sequoia est un véhicule utilitaire sport de Toyota. Les prix varient entre 50 380 et 67 535 dollars canadiens[Quand ?].

## Motorisation
Le Toyota Sequoia a un moteur V8 32 soupapes de 5,7 litres, qui développe 320 ch et 381 lb-pi de couple.

## Sécurité
Le Toyota Sequoia dispose de l'antipatinage, le contrôle de stabilité électronique, le système d'alarme et le système antivol.

## Boîte de vitesses
Le Toyota Sequoia est équipé d'une boîte de vitesses automatique à 6 rapports avec un mode manuel.

## Informations supplémentaires
Voici quelques informations sur le Toyota Sequoia :
- Empattement : 3 100 mm
- Longueur : 5 210 mm
- Largeur : 2 030 mm
- Hauteur : 1 955 mm
- Poids : 2 618 kg
- Réservoir de carburant : 100 litres
- Capacité de remorquage : 3 175 kg

## Galerie photos

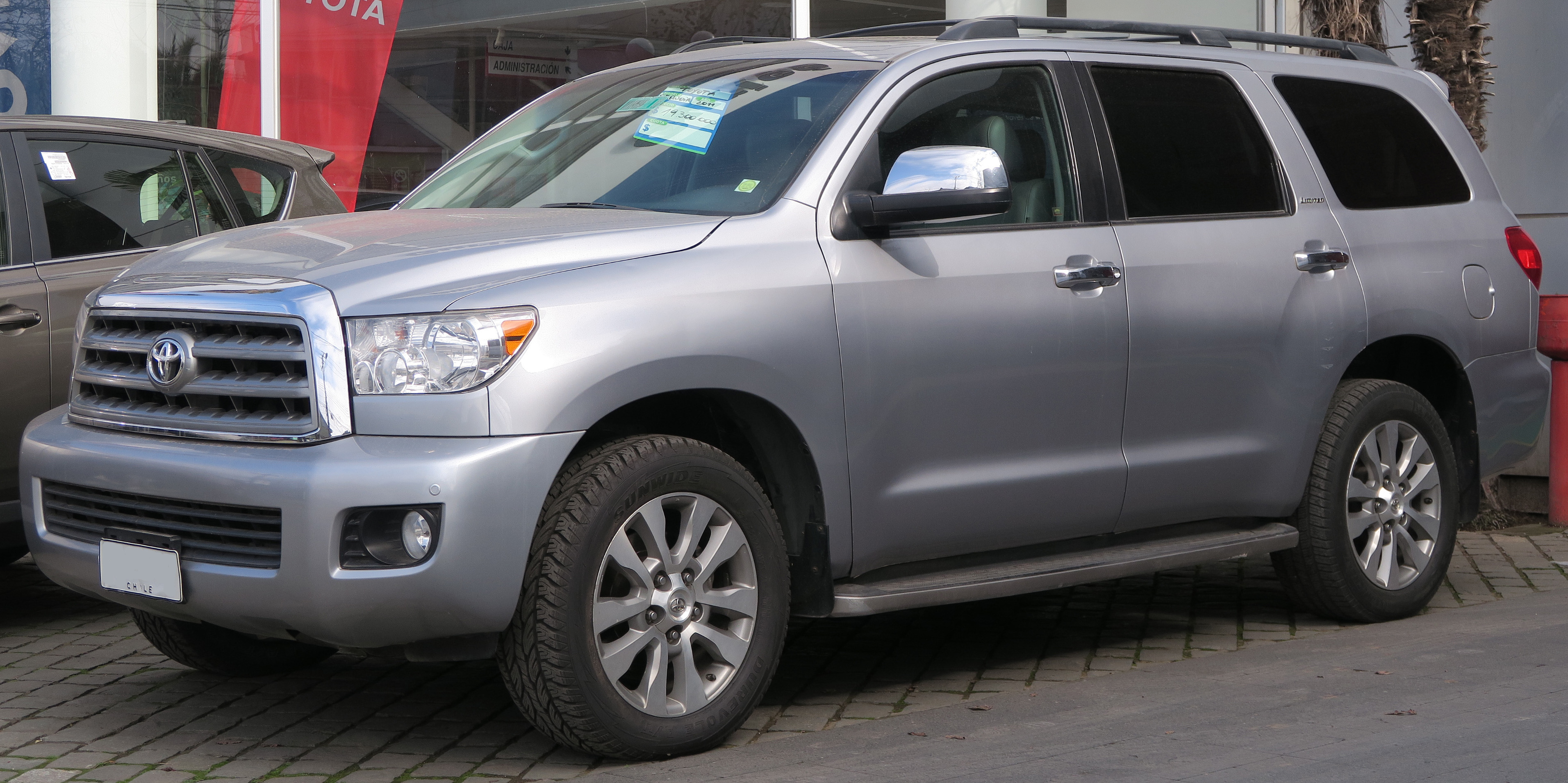
Toyota Sequoia
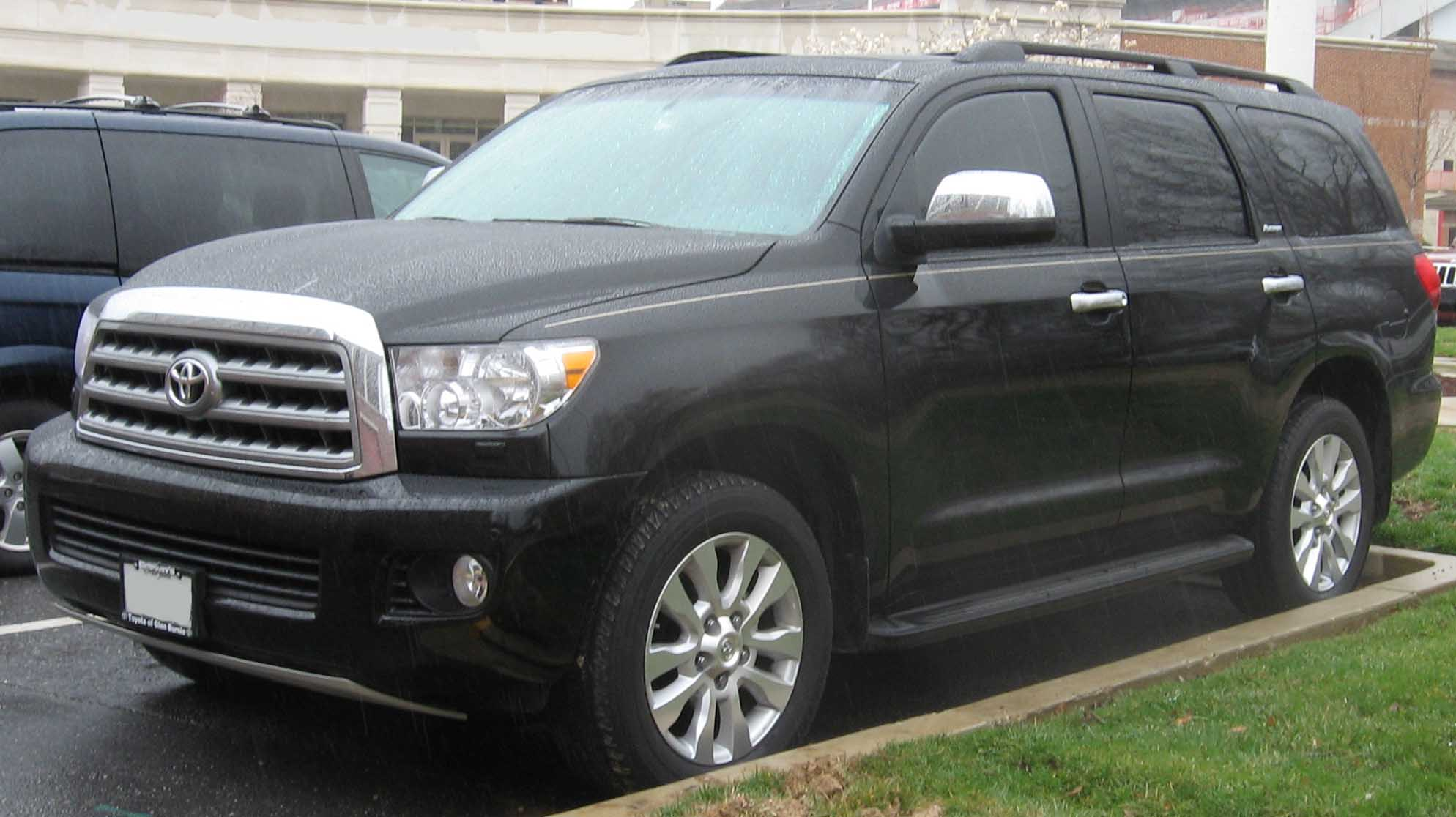
Toyota Sequoia